# Klaus Naumann (Biologe)
Klaus Naumann (* 5. Oktober 1930 in Stolpen; † 29. Dezember 2020 in Jena) war ein deutscher Biologe und Phytopathologe. Er war Professor der Akademie der Landwirtschaftswissenschaften und Leiter des Instituts für Pathogendiagnostik in Aschersleben.

## Leben und Karriere
Klaus Naumann wuchs in Stolpen auf. In Dresden besuchte er die Oberstufe und legte 1949 die Reifeprüfung ab. Im selben Jahr begann er an der Friedrich-Schiller-Universität Jena Biologie zu studieren. Schon früh entwickelte er – ermutigt und betreut durch Hans Wartenberg – ein fachliches Interesse für Phytopathologie. Bereits seine Diplomarbeit verfasste er auf diesem Gebiet („Studium über die Welkekrankheit der Luzerne“, 1953). Anschließend übernahm Naumann eine wissenschaftliche Assistenz am Jenaer Institut für Allgemeine Botanik. 1956 wurde er dort mit der Arbeit „Versuche über antagonistische Biotypen von Helminthosporium papaveris Saw. und einigen Streptomyceten-Stämmen unter besonderer Berücksichtigung der Rassenunterschiede in der Sensibilität“ promoviert.
Anschließend wechselte Klaus Naumann an das zur Akademie der Landwirtschaftswissenschaften gehörende Institut für Phytopathologie in Aschersleben unter der Leitung von Maximilian Klinkowski. Von 1967 bis 1968 übernahm er die Leitung der dortigen Abteilung für Mikrobiologie. Seine Habilitation schloss er ebenfalls 1968 an der Universität Jena zu dem Thema „Untersuchungen zur Dynamik der Bodenmikroflora nach Anwendung von Pflanzenschutzmitteln“ ab. In den Jahren 1976 bis 1991 leitete er die Abteilung bzw. Fachgruppe Bakteriologie am Ascherslebener Institut. 1990 erfolgte die Ernennung zum Professor der Akademie der Landwirtschaftswissenschaften.
1992 wurde ihm die Leitung des neu gegründeten Instituts für Pathogendiagnostik der Bundesanstalt für Züchtungsforschung an Kulturpflanzen übertragen. Dieses war im Zuge der Wiedervereinigung aus dem Institut für Phytopathologie hervorgegangen. Die Position des Institutsleiters hatte er bis zu seiner Emeritierung 1995 inne. Im Laufe seiner Karriere war er an etwa 200 Veröffentlichungen in nationalen und internationalen Fachzeitschriften beteiligt und wirkte mit dem Fachbuch „Bakterielle Erkrankungen der Kulturpflanzen“ an einem Standardwerk der Phytopathologie und des Pflanzenschutzes mit.

## Forschungsschwerpunkte
Anfangs widmete sich Klaus Naumann Untersuchungen zur Beeinflussung der Bodenmikroflora durch Pflanzenschutzmittel, zum Zusammenhang zwischen dem Auftreten von Krankheitserregern und der saprophytischen Bodenflora, sowie der eckigen Blattfleckenkrankheit der Gurke.
Nach der Habilitation beschäftigte er sich mit Infektionsquellen der Knollennaßfäule unter den Bedingungen industrieller Kartoffelproduktion, sowie der Diagnose und Bekämpfung der Bakterienringfäule der Kartoffel, des Feuerbrands der Kernobstgewächse, der Bohnen-Fettfleckenkrankheit, als auch der Naßfäule des Kopfkohls. Weiterhin erarbeitete er Nachweismethoden für den Erreger Erwinia chrysanthemi.

## Veröffentlichungen

### Bücher
- Helmut Kleinhempel (Hrsg.), Klaus Naumann (Hrsg.) und Dieter Spaar (Hrsg.): Bakterielle Erkrankungen der Kulturpflanzen. Springer-Verlag und Fischer Verlag, Berlin/Heidelberg und Jena 1989, ISBN 978-3-642-73529-5.

Mitarbeit an:
- Wolfram Dunger (Hrsg.) und Hans Joachim Fiedler (Hrsg.): Methoden der Bodenbiologie. Gustav Fischer Verlag Jena, 1997
- Gunther Müller (Hrsg.): Wörterbücher der Biologie: Mikrobiologie. Gustav Fischer Verlag Jena, 1980
- Herbert Weber (Hrsg.): Wörterbuch der Mikrobiologie. Gustav Fischer Verlag Jena, 1997
- Bernd Hoppe (Hrsg.): Handbuch des Arznei- und Gewürzpflanzenbaus Band 1-5: Band 3: Krankheiten und Schädigungen an Arznei- und Gewürzpflanzen. Saluplanta Verlag Bernburg, 2007

### Publikationen in Zeitschriften (Auswahl)
- Zielke, R., Schmidt, A. and Naumann, K., 1993. Comparison of different serological methods for the detection of the fire blight pathogen, Erwinia amylovora (Burrill) Winslow et al. Zentralblatt für Mikrobiologie, 148(6), S. 379–391.
- Zielke, R. and Naumann, K., 1984. Untersuchungen zur Erfassung des latenten Befallsstadiums von Corynebacterium sepedonicum (Spieck. et Kotth.) Skapt. et Burkh. im Kartoffelgewebe. Zentralblatt für Mikrobiologie, 139(4), S. 267–280.
- Naumann, K., Zielke, R., Pistrick, E., Schmidt, A. and Tegtmeier, H., 1984. Untersuchungen zur Aussagegenauigkeit und Sicherheit des Nachweises von Corynebacterium sepedonicum (Spieck. et Kotth.) Skapt. et Burkh. mit Hilfe mikroskopisch-zytologischer und serologischer Teste. Zentralblatt für Mikrobiologie, 139(3), S. 173–194.
- Naumann, K., Peter, K. and Zielke, R., 1982. Diagnose und Vorkommen bakterieller Naßfäuleerreger in Kartoffellagerbeständen. Zentralblatt für Mikrobiologie, 137(4), S. 280–313.
- Naumann, K., Zielke, R. and Peter, K., 1978. Die Belastung der Kartoffelknolle mit dem Erreger der Schwarzbeinigkeit und Knollennaßfäule, Erwinia carotovora var. atroseptica (van Hall) Dye, und anderen Naßfäule verursachenden Bakterien unter industriemäßigen Produktionsbedingungen. Archives of Phytopathology & Plant Protection, 14(3), S. 151–161.
- Naumann, K. and Lange-De La Camp, M., 1976. Wirkung von Pflanzenrückständen auf die parasitische Aktivität von bodenbürtigen Krankheitserregern und die saprophytische Mikroflora des Bodens: I. Modellversuche mit Rhizoctonia solani Kühn. Zentralblatt für Bakteriologie, Parasitenkunde, Infektionskrankheiten und Hygiene. Zweite Naturwissenschaftliche Abteilung: Allgemeine, Landwirtschaftliche und Technische Mikrobiologie, 131(4), S. 378–391.
- Zielke, R., Ficke, W., Baganz, K., Linke, F., Müller, H.J., Naumann, K. and Skadow, K., 1975. Die Übertragung des Erregers der Schwarzbeinigkeit und Knollennaßfäule, Pectobacterium carotovorum var. atrosepticum (van Hall) Dowson, durch Ernte- und Aufbereitungsmaschinen. Archives of Phytopathology & Plant Protection, 11(1), S. 31–41.
- Naumann, K., 1970. Dynamics of the soil microflora following application of insecticides. I. Field trials on the effects of methyl parathion on the bacterial and actinomycete population of soil. II. Reaction of soil bacteria belonging to different physiological groups to field applications of methyl parathion. Zentralblatt für Bakteriologie, Parasitenkunde, Infektionskrankheiten und Hygiene, Abt. II, 124, S. 743–765.